# World Junior A Challenge
Il World Junior A Challenge (WJAC) è un torneo internazionale di hockey su ghiaccio patrocinato da Hockey Canada, dalla Canadian Junior Hockey League e dalla International Ice Hockey Federation. Il torneo vede la partecipazione dei giovani appartenenti ai campionati di livello Junior A, ed è ispirato al Campionato mondiale di hockey su ghiaccio Under-20. Si svolge ogni anno in una città canadese sede di una formazione della CHJL.
Il torneo vede la partecipazione di sei squadre provenienti da Canada, Stati Uniti, Russia, Svezia, Slovacchia, Germania, Svizzera e Bielorussia. I padroni di casa del Canada sono rappresentati da due squadre regionali; Canada West raccoglie i giocatori appartenenti alle squadre della British Columbia, dell'Alberta, del Saskatchewan, del Manitoba e della SIJHL, mentre Canada East raccoglie gli atleti delle leghe Northern Ontario, Ontario, Central, Quebec e Maritime. I giocatori statunitensi militano invece nella United States Hockey League.

## Storia
Il torneo fu creato nel 2006 su proposta dell'allora Canadian Junior A Hockey League (dal 2008 CJHL) per poi essere approvato da Hockey Canada. L'idea originaria era quella di mettere in mostra i giovani talenti della Canadian Junior A alle squadre della Canadian Hockey League, della National Collegiate Athletic Association e agli scout della National Hockey League, permettendo inoltre agli atleti di sperimentare un torneo con nazionali provenienti anche dall'Europa.
Il torneo inaugurale del 2006 si giocò a Yorkton, nello Saskatchewan, e vide la presenza di Canada West, Canada East, Russia, Slovacchia, Germania e Bielorussia. Il primo titolo fu conquistato dalla selezione Canada West che in finale sconfisse per 4-3 i connazionali di Canada East. L'edizione successiva vide l'esordio degli Stati Uniti che andarono a sostituire la nazionale slovacca. Per il secondo anno fu Canada West ad aggiudicarsi il titolo contro la squadra dell'East.
A partire dal 2008 gli Stati Uniti cominciarono una striscia positiva che li portò a conquistare tre tornei di fila superando in finale sempre una delle due rappresentative canadesi. Nel 2009 esordì la Svezia al posto della Germania, mentre dal 2010 la Svizzera subentrò alla Bielorussia.

## Albo d'oro
| Anno |             |             |             | Città                              |
| ---- | ----------- | ----------- | ----------- | ---------------------------------- |
| 2006 | Canada West | Canada East | Russia      | Yorkton, Saskatchewan              |
| 2007 | Canada West | Canada East | Stati Uniti | Trail, Columbia Britannica         |
| 2008 | Stati Uniti | Canada West | Canada East | Camrose, Alberta                   |
| 2009 | Stati Uniti | Canada West | Russia      | Summerside, Isola Principe Edoardo |
| 2010 | Stati Uniti | Canada East | Svizzera    | Penticton, Columbia Britannica     |
| 2011 | Canada West | Canada East | Stati Uniti | Langley, Columbia Britannica       |
| 2012 | Stati Uniti | Canada West | Svizzera    | Yarmouth, Nuova Scozia             |
| 2013 | Stati Uniti | Russia      | Canada West | Yarmouth, Nuova Scozia             |
| 2014 | Stati Uniti | Danimarca   | Russia      | Kindersley, Saskatchewan           |
| 2015 | Canada West | Russia      | Stati Uniti | Cobourg e Whitby, Ontario          |
| 2016 | Stati Uniti | Canada East | Russia      | Bonnyville, Alberta                |
| 2017 | Canada West | Stati Uniti | Rep. Ceca   | Truro, Nuova Scozia                |
| 2018 |             |             |             | Bonnyville, Alberta                |

## Most Valuable Player
| Anno | MVP               |
| ---- | ----------------- |
| 2006 | Kyle Turris       |
| 2007 | Mike Connolly     |
| 2008 | Mike Cichy        |
| 2009 | Sean Bonar        |
| 2010 | Scott Mayfield    |
| 2011 | Devin Shore       |
| 2012 | Vince Hinostroza  |
| 2013 | Nick Schmaltz     |
| 2014 | Nikolaj Ehlers    |
| 2015 | Tyson Jost        |
| 2016 | Andrei Svechnikov |
| 2017 | Zach Rose         |
| 2018 |                   |